# Утилизационное поведение
Утилизацио́нное поведе́ние — термин, введённый французским неврологом Франсуа Лермитом для обозначения феномена, проявляющегося у пациентов с болезнью лобных долей головного мозга. Проявляется в неспособности больных противостоять побуждениям к оперированию окружающими их предметами, находящимися в зоне досягаемости. Происходит это за счёт подавления волевого поведения полевым.
Человек, проявляющий утилизационное поведение, может автоматически хватать и использовать объекты, которые видит перед собой (например, надеть очки, как только заметит их). Отличие от обычного поведения состоит в том, что такие действия по отношению к объекту выполняются в не подходящее для этого время. 